# Білал Киса
Білал Киса (тур. Bilal Kısa, нар. 22 червня 1983, Мерзіфон) — турецький футболіст, півзахисник клубу «Бурсаспор».
Виступав, зокрема, за «Фенербахче» та «Галатасарай», а також національну збірну Туреччини.

## Клубна кар'єра
Народився 22 червня 1983 року в місті Мерзіфон. Розпочав займатись футболом у юнацьких командах «Османджик Гюджюкспор» та «Юджеспор», після чого потрапив в академію «Фенербахче». У сезоні 2002/03 Білал провів свій єдиний матч за «канарок». 

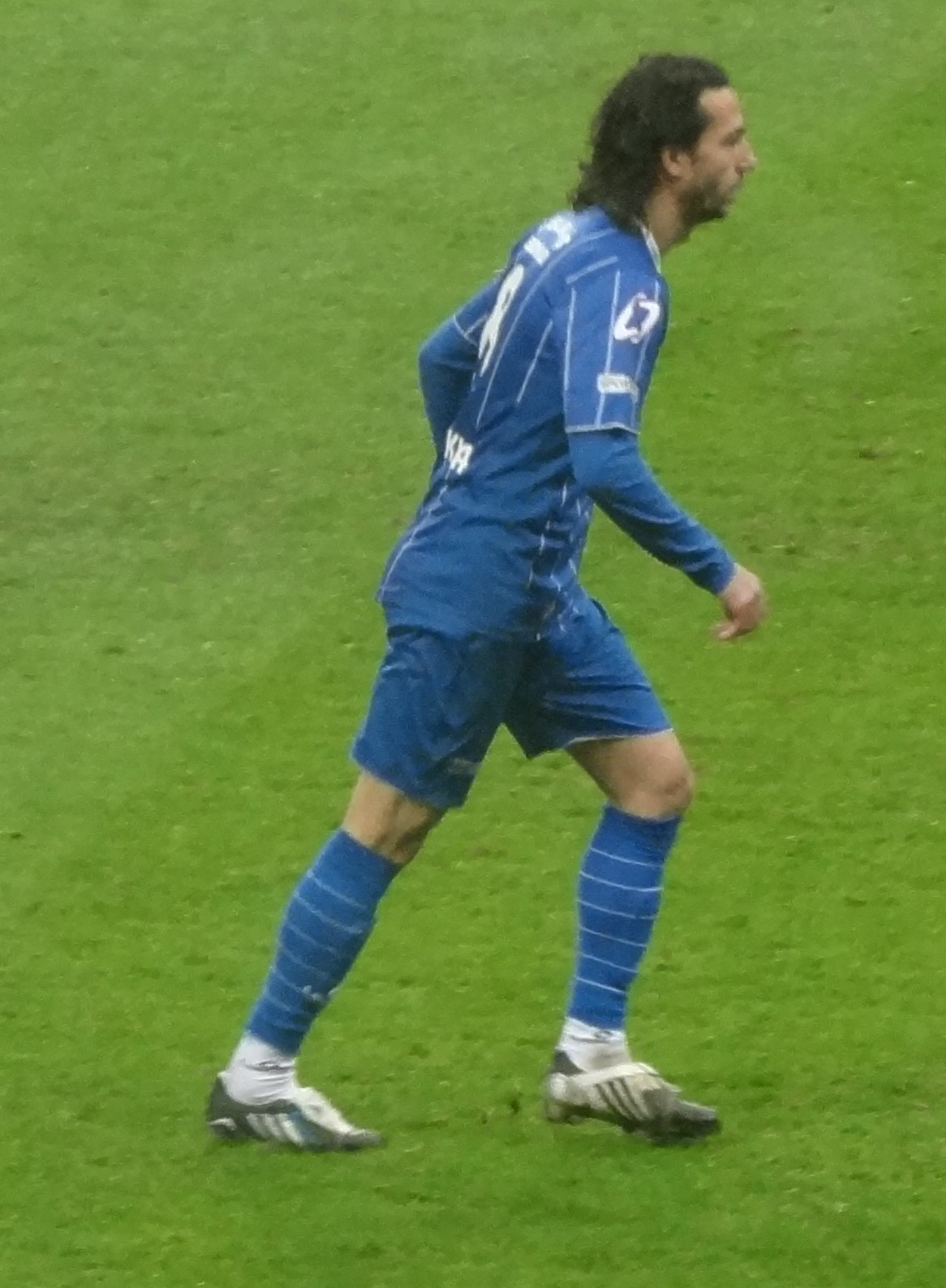
Білал Киса під час виступів за «Карабюкспор». 14 січня 2012 року.

Наступним клубом гравця став «Ізмірспор», де він провів один сезон у другому дивізіоні, після чого приєднався до «Малатьяспора», де провів два сезони. За підсумками сезону 2005/06 «тигри» вилетіли з вищого дивізіону і Білал перебрався в «Анкараспор». Перші три сезони він був основним гравцем, проте в сезоні 2009/10 не вписався в плани тренера і перейшов в «Анкарагюджю» на правах оренди. 
Влітку 2010 року уклав контракт з «Каршиякою» з другого дивізіону, у складі якої провів наступний сезон своєї кар'єри гравця, після чого повернувся у Суперлігу, ставши гравцем «Карабюкспора».
З 2013 року грав за «Акхісар Беледієспор». Після відмінного сезону 2014/15 його запросив «Галатасарай», з яким Білал став володарем Кубка та Суперкубка Туреччини. Загалом за сезон Киса встиг відіграти за стамбульську команду 22 матчі в національному чемпіонаті, який клуб завершив на низькому 6 місці. 27 червня 2016 року клуб розірвав контракт за обопільною згодою.
В липні 2016 року на правах вільного агента підписав контракт з «Бурсаспором».

## Виступи за збірні
Протягом 2004—2006 років залучався до складу молодіжної збірної Туреччини. На молодіжному рівні зіграв у 7 офіційних матчах, забив 2 голи.
29 березня 2006 року дебютував в офіційних іграх у складі національної збірної Туреччини в матчі проти збірної Естонії (1:1), замінивши на 73 хвилині Халіла Алтинтопа. Після цього тривалий час за збірну не виступав і лише у 2013 році він повернувся в команду після семирічної перерви, провівши за два наступних роки ще 6 матчів у збірній. Всього провів у формі головної команди країни 7 матчів, забивши 1 гол.

## Досягнення
- Володар Кубка Туреччини (2): 2015/16, 2017/18
- Володар Суперкубка Туреччини (2): 2015, 2018